# Ławeczka Marii Cunitz w Świdnicy
Ławeczka Marii Cunitz – rzeźba autorstwa Stanisława Strzyżyńskiego znajdująca się na rynku w Świdnicy przed Muzeum Dawnego Kupiectwa. Pomnik został zrealizowany ze środków Urzędu Miejskiego Świdnicy w ramach projektu "2008 Rok Marii Kunic (Cunitii)" i odsłonięty 31 marca 2009.
Rzeźba przedstawia postać astronomki Marii Cunitz (ok. 1610-1664) która znaczną część życia spędziła w Świdnicy. Siedząca na ławce uczona spogląda w niebo, trzymając w dłoniach swoje dzieło „Urania propitia” oraz sferę armilarną (astrolabium). Na "Uranii propitii" znajduje się autograf "Maria Cunitia", który pochodzi z listu astronomki do Jana Heweliusza (Łubnice, 28 lutego 1648, rękopis, Bibliotheque de l'Observatoire de Paris).